# Otto Meitinger
Otto Meitinger (8. května 1927 Mnichov – 9. září 2017) byl německý architekt a památkář. V letech 1987–1995 byl prezidentem Technické univerzity Mnichov (Technische Universität München).

## Život
Byl to syn mnichovského radního pro urbanismus, Karla Meitingera. Po maturitě vystudoval architekturu na tehdejší Technické univerzitě Mnichov a získal doktorát s prací o historii architektury mnichovské rezidence. V roce 1953 byl jmenován do představenstva stavebního úřadu pro obnovu rezidence (Residenzbauamt) a řídil její rekonstrukci. Královská rezidence Mnichov byla během druhé světové války téměř zničena. Jeho úsilím bylo obnoveno  antiquarium, bohaté místnosti (Reichen Zimmer), dvorní kaple (Hofkapelle) a klenotnice (Schatzkammer). K 800. výročí Mnichova v roce 1958 bylo také znovu, ale na jiném místě, otevřeno divadlo Cuvilliéstheater. Od roku 1963 pak vedl stavební oddělení společnosti Max Planck Gesellschaft.
V roce 1976 byl jmenován řádným profesorem katedry památkové péče na Technické univerzitě v Mnichově. V roce 1983 byl zvolen děkanem fakulty architektury. V roce 1987 byl zvolen prezidentem univerzity a zůstal jím až do důchodu v roce 1995.
Byl členem mnoha odborných grémií, mimo jiné na Německé akademii pro rozvoj měst (Deutsche Akademie für Städtebau), v Bavorském stavebním uměleckém výboru (Bayerischer Landesbaukunstausschuss), ve Státní památkové radě (Landesdenkmalrat), ve výběrové komisi Bavorské státní nadace (Bayerische Landesstiftung), v Hypo – kulturní nadaci (Hypo-Kulturstiftung), v Bavorské zemské společnosti pro domácí péči (Bayerischer Landesverein für Heimatpflege), ve správní radě Nadace Philip Morris (Kuratorium der Philip Morris Stiftung) a v Bavorském klubu (Bayerischer Club).
Založil spolu s manželkou Erikou Meitinger (1927–2012) a sestrou Charlotte Meitinger nadaci (Meitinger Stiftung) za účelem propagace projektů památkové péče.
Zemřel ve věku devadesáti let.

## Důležité stavby
- Obnova Královské rezidence Mnichov
- Palazzo Zuccari, Řím
- Přestavba vily Villa Hammerschmidt, Bonn
- Přestavba vily Kaulbach-Villa, Mnichov
- Přestavba zámku Schloss Bellevue, Berlín
- Náměstí Marstallplatz, Mnichov

## Řády a vyznamenání
- Řád bavorského krále Maximiliána II. za vědu a umění (Bayerischer Maximiliansorden für Wissenschaft und Kunst), (1991)
- Bavorský řád za zásluhy (Bayerischer Verdienstorden)
- Záslužný řád Spolkové republiky Německo (Großes Bundesverdienstkreuz des Verdienstordens der Bundesrepublik Deutschland)
- Stříbrná medaile Bene Merenti Bavorské akademie věd (Bayerische Akademie der Wissenschaften), (1959)
- Velitelský kříž černé hvězdy francouzského Řádu čestné legie.
- Rytířský kříž papežského Řádu svatého Silvestra
- Zlatá medaile za zásluhy (München leuchtet. Den Freunden Münchens), kterou uděluje bavorské hlavní město Mnichov (1987)
- Vyznamenání Bayerischer Poetentaler (1994), které uděluje jihoněmecké literární sdružení Münchner Turmschreiber
- Čestná zlatá medaile hlavního města Mnichova (Goldene Ehrenmünze der Landeshauptstadt München) za zvláštní a mimořádné zásluhy o Mnichov. (1995)
- Cena bavorské lidové nadace (Bayerische Volksstiftung), (1998)
- Čestný občan města Mnichov (2005)
- Čestná stuha mnichovského společenství Stauffia (u příležitosti jeho padesátiletého členství).
- Medaile Johann Christian von Hofenfels-Medaille (2006) za péči o historické vztahy mezi Bavorskem a Falcí